# Gubernator wojskowy Paryża

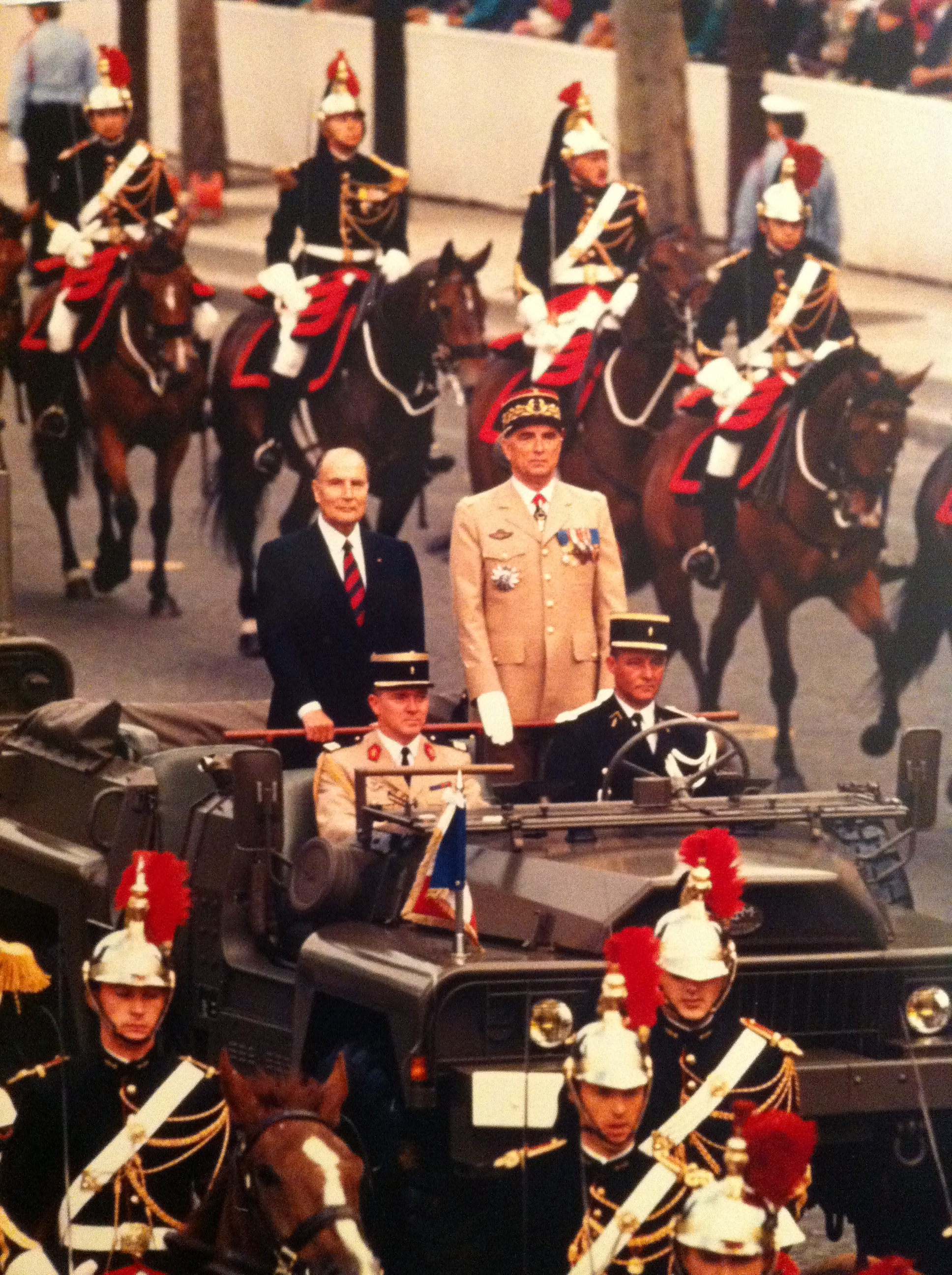
Prezydent François Mitterrand i gubernator wojskowy Paryża Hervé Navereau podczas defilady wojskowej w dniu francuskiego święta narodowego 14 lipca

Gubernator wojskowy Paryża (fr. Gouverneur militaire de Paris) jest bardzo starym i prestiżowym stanowiskiem we francuskich siłach zbrojnych. Jest głównodowodzącym garnizonu miasta Paryża i reprezentuje wojska stacjonujące w nim podczas ważnych uroczystości państwowych. Organizuje wraz z prezydentem Francji, któremu w tym zakresie podlega, coroczną paradę wojskową wzdłuż alei Pól Elizejskich w dniu francuskiego święta narodowego 14 lipca.
Funkcja gubernatorów wojskowych ewoluowała w dwóch fazach. Podczas ancien régime gubernatorzy wojskowi w Paryżu i w prowincjach Francji byli reprezentantami króla pod jego nieobecność. Po rewolucji francuskiej funkcji nadano rolę dowódcy wojskowego.

## Lista gubernatorów

### Gubernatorzy Paryża podczasancien régime
- Louis I d’Anjou: 1356–1357
- Jean de Berry: 1411
- Waléran III de Ligny: 1411–1413
- Jean II de Ligny: 1418–1420

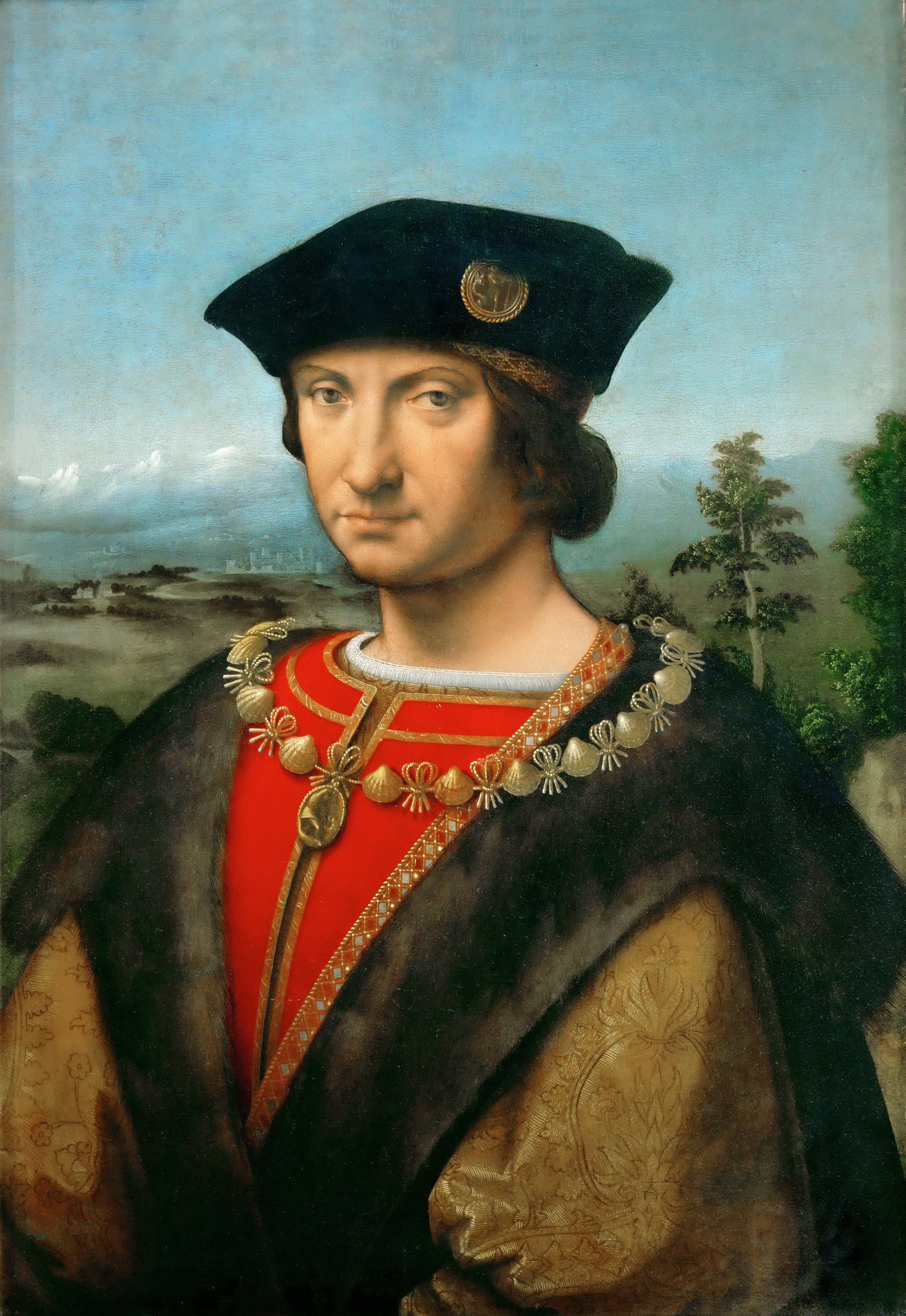
Charles II d’Amboise, gubernator Paryża w latach 1493–1496

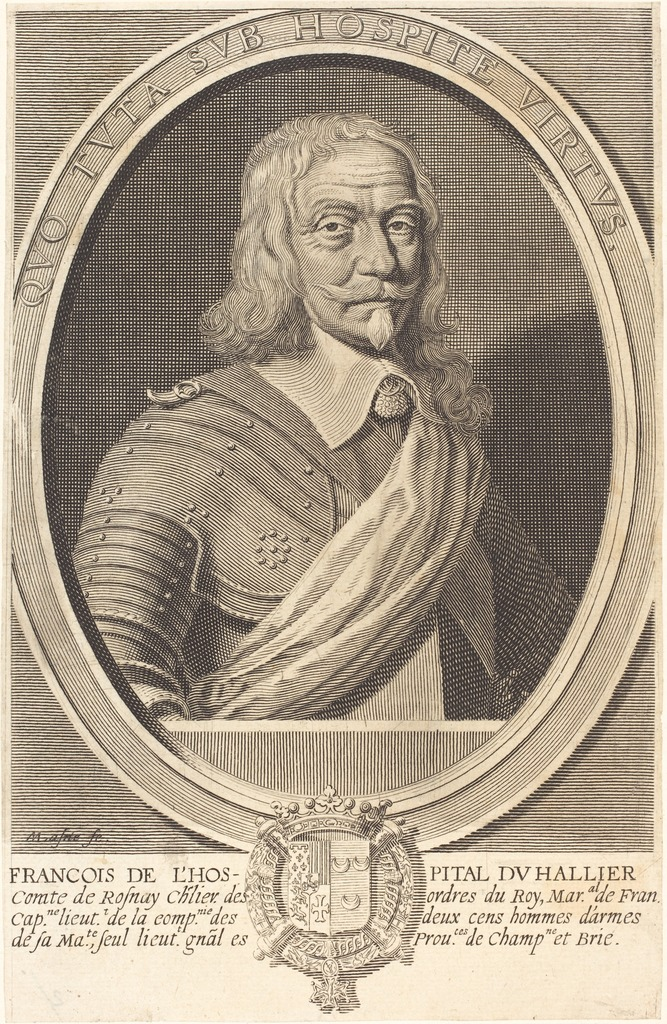
François de L’Hospital, gubernator Paryża w latach 1648–1657

- marsz. Jean de La Baume: 1422–142.
- Jean de Villiers: 1429–14..
- Philippe de Ternant: 14..–14..
- Jacques de Villiers: 1461
- Charles d’Artois: 1465
- Charles de Melun: 1465–1467
- Charles I d’Amboise: 1467–1470
- Charles de Gaucourt: 14..–1472
- Antoine de Chabannes: 1472–147.
- Guillaume de Poitiers: 1478–14..
- Louis d’Orléans: 1483–1485
- Antoine de Chabannes: 1485–1488
- Gilbert de Montpensier: 14..–1494
- Charles II d’Amboise: 1493–1496
- Antoine de La Rochefoucauld: 15..–15..
- marsz. Paul de Thermes: 1559–1562
- marsz. Charles de Cossé: 1562–1563
- marsz. François de Montmorency: 15..–1572
- René de Villequier: 1580
- François d’O: 158.–1589
- Charles-Emmanuel de Savoie: 1589–1590
- Jean Francois de Faudoas: 1590–1594
- Charles II de Cossé: 1594
- François d’O: 1594
- Charles du Plessis: 1616
- Hercule de Rohan: 1643–16..
- marsz. François de L’Hospital: 1648–1657
- marsz. Duc de Bournonville: 1657–1662
- marsz. Antoine d’Aumont: 1662–1669
- Gabriel de Rochechouart: 1669–1675
- Charles III de Créquy: 1676–1687
- Léon Potier: 1687–1704
- Duc de Tresmes: 1704–1739
- Bernard Potier: 1739–1757
- Charles Louis d’Albert: 1757–1771
- marsz. Jean de Cossé-Brissac: 1771–1780
- marsz. Louis de Cossé-Brissac: 1780–1791

### Dowódcy generalni sił zbrojnych w Paryżu
- gen. Louis d’Affry: 1791–1792

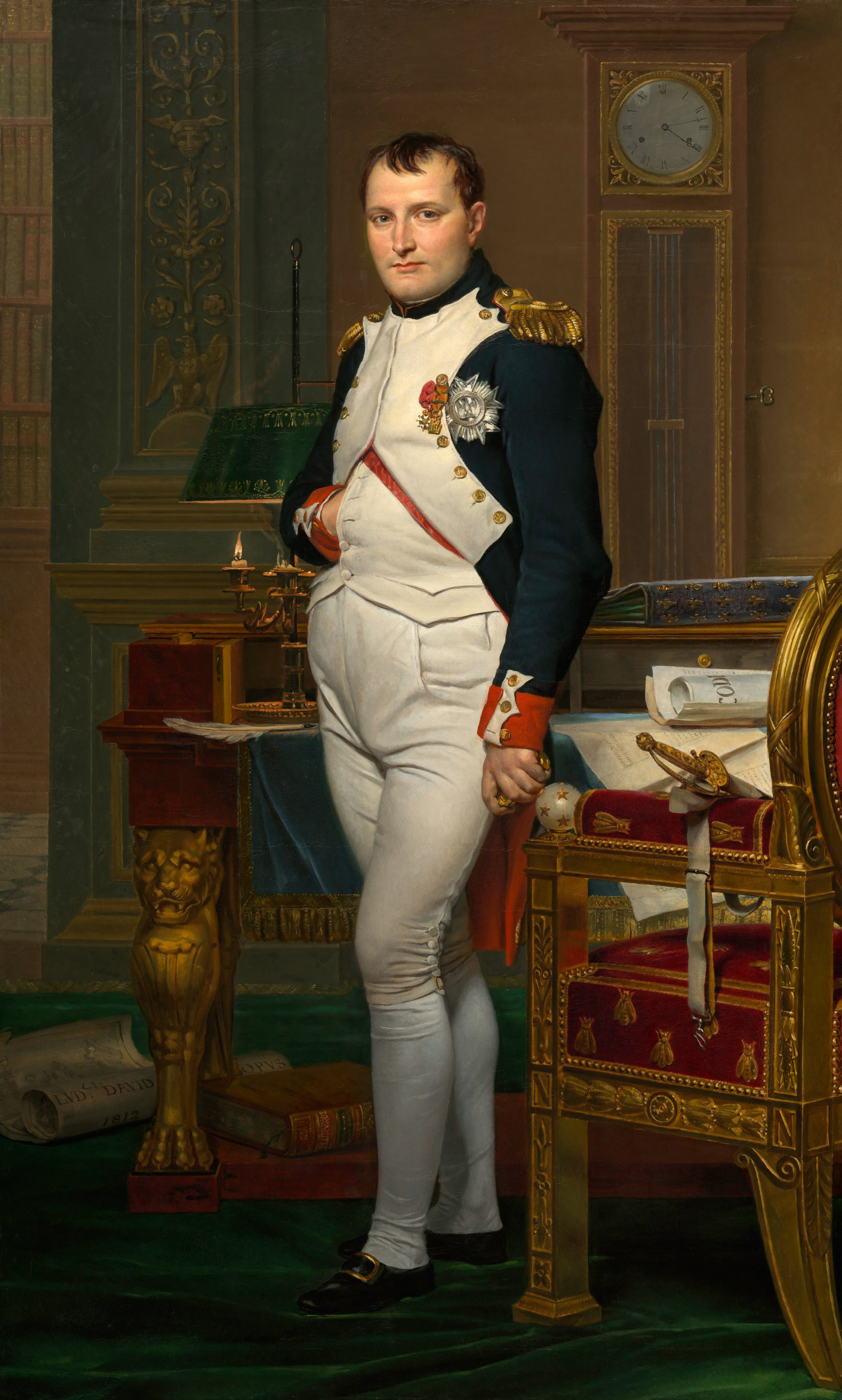
Gen. Napoléon Bonaparte, dowódca generalny sił zbrojnych w Paryżu w latach 1795–1796

- gen. Jacques-François de Menou: 1792–1794
- gen. Jean Thierry: 1794–1795
- gen. Jacques-François de Menou: 1795
- gen. Paul de Barras: 1795
- gen. Napoléon Bonaparte: 1795–1796
- gen. Jacques Maurice Hatry: 1796–1797
- gen. Pierre Augereau: 1797
- gen. Louis Lemoine: 1797
- gen. Jean-François Moulin: 1797–1798
- gen. Joseph Gilot: 1798–1799
- gen. Barthélemy Catherine Joubert: 1799
- gen. Jean-Antoine Marbot: 1799
- gen. François Joseph Lefebvre: 1799–1800
- gen. Édouard Mortier: 1800–1803
- gen. Jean Andoche Junot: 1803–1804

### Gubernatorzy wojskowi Paryża
- gen. Joachim Murat: 1804–1805
- ks. Louis Bonaparte: 1805–1806
- marsz. Joachim Murat: 1806

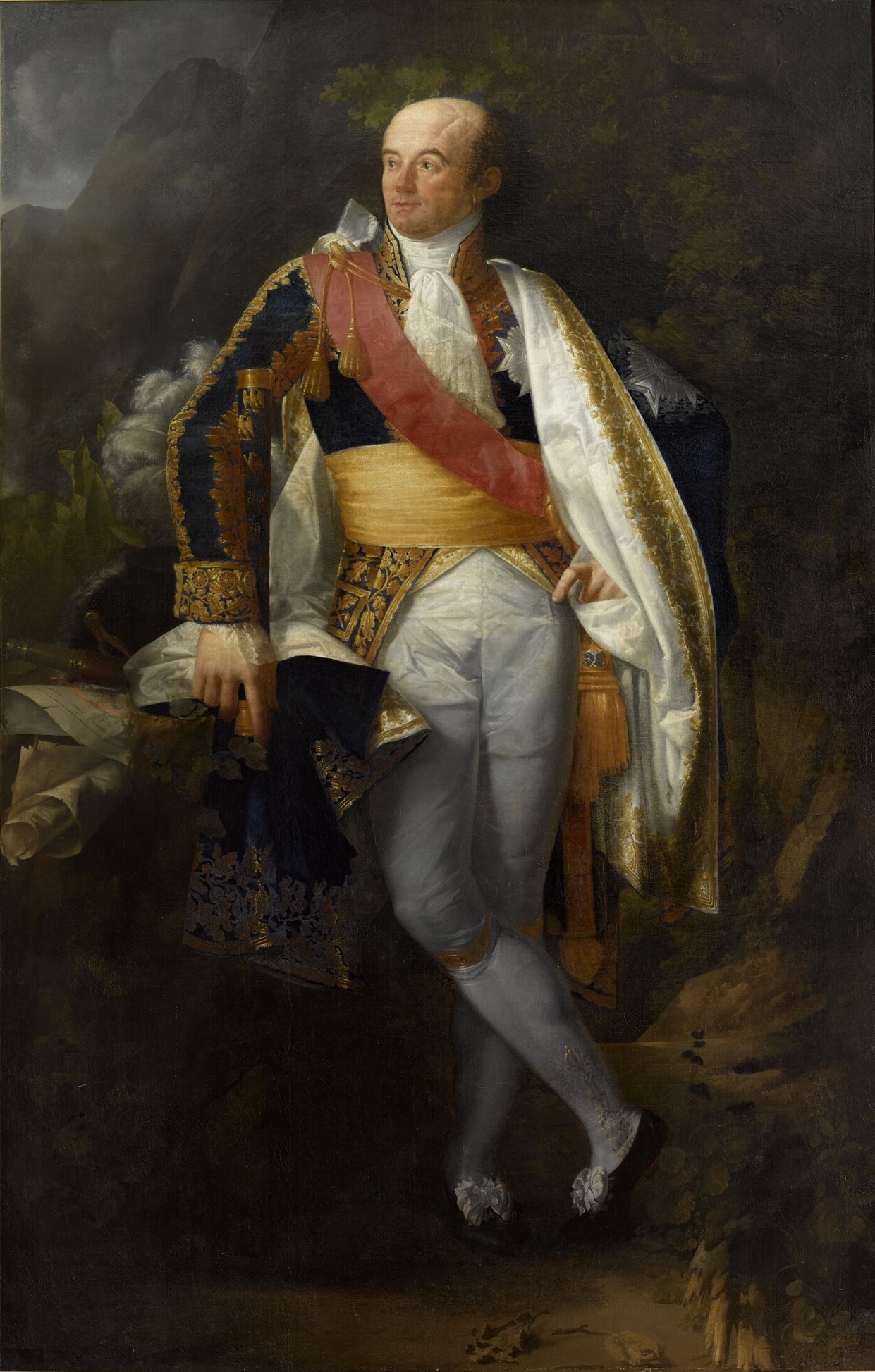
Gen. Catherine-Dominique de Pérignon, gubernator wojskowy Paryża w latach 1816–1818

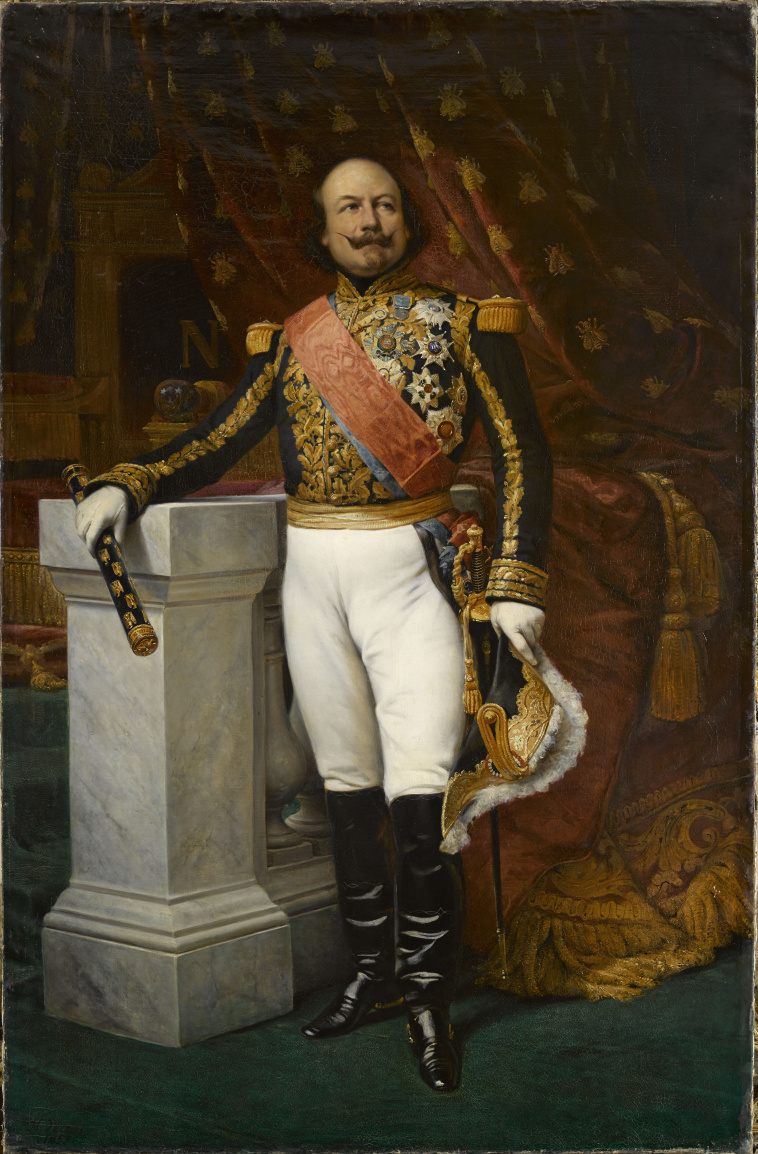
Gen. François Certain de Canrobert, gubernator wojskowy Paryża w latach 1865–1870

- gen. Jean Andoche Junot: 1806–1807
- gen. Pierre-Augustin Hulin: 1807–1814
- gen. Louis de Rochechouart: 1814
- gen. Louis Sébastien Grundler: maj 1814–styczeń 1815
- gen. Nicolas Joseph Maison: 1815
- gen. Pierre-Augustin Hulin: 1815 (100 dni Napoleona)
- marsz. André Masséna: lipiec 1815
- gen. Nicolas Joseph Maison: lipiec–wrzesień 1815
- gen. Hyacinthe Despinoy: 1815–1816
- marsz. Catherine-Dominique de Pérignon: 1816–1818
- gen. Nicolas Joseph Maison: 1819–1821
- marsz. Auguste de Marmont: 1821–1830
- gen. Pierre Claude Pajol: 1830–1842
- gen. Tiburce Sébastiani: 1842–1848
- gen. Nicolas Changarnier: 1848–1851
- gen. Achille Baraguey d’Hilliers: 1851
- marsz. Bernard Pierre Magnan: 1851–1865
- marsz. François Certain de Canrobert: 1865–1870
- marsz. Achille Baraguey d’Hilliers: 1870
- gen. Louis Jules Trochu: 1870–1871
- gen. Joseph Vinoy: 1871
- gen. Paul de Ladmirault: 1871–1878
- gen. Édouard Aymard: 1878–1880
- gen. Justin Clinchant: 1880–1881
- gen. Alphonse Théodore Lecointe: 1882–1884
- gen. Félix Gustave Saussier: 1884–1898
- gen. Émile Zurlinden: 1898–1899
- gen. Joseph Brugère: 1899–1900
- gen. Georges-Auguste Florentin: 1900–1901
- gen. Paul-Vincent Faure-Biguet: 1901–1903
- gen. Jean Dessirier: 1903–1906
- gen. Jean Baptiste Dalstein: 1906–1910
- gen. Michel Maunoury: 1910–1912
- gen. Victor-Constant Michel: 1912–1914
- gen. Joseph Gallieni: 1914–1915
- gen. Michel Maunoury: 1915–1916
- gen. Auguste Dubail: 1916–1918
- gen. Adolphe Guillaumat: 1918
- gen. Charles Emile Moinier: 1918–1919
- gen. Pierre Berdoulat: 1919–1923
- gen. Henri Gouraud: 1923–1937
- gen. Gaston Billotte: 1937–1939
- gen. Pierre Héring: 1939–1940
- gen. Henri Dentz: 1940

### Okupacja niemiecka
- gen. Ernst Schaumburg: 1940–1943
- gen. Hans von Boineburg-Lengsfeld: 1943–1944
- gen. Dietrich von Choltitz: 1944

### Gubernatorzy wojskowi Paryża od 1944
- gen. Philippe Leclerc: 1944

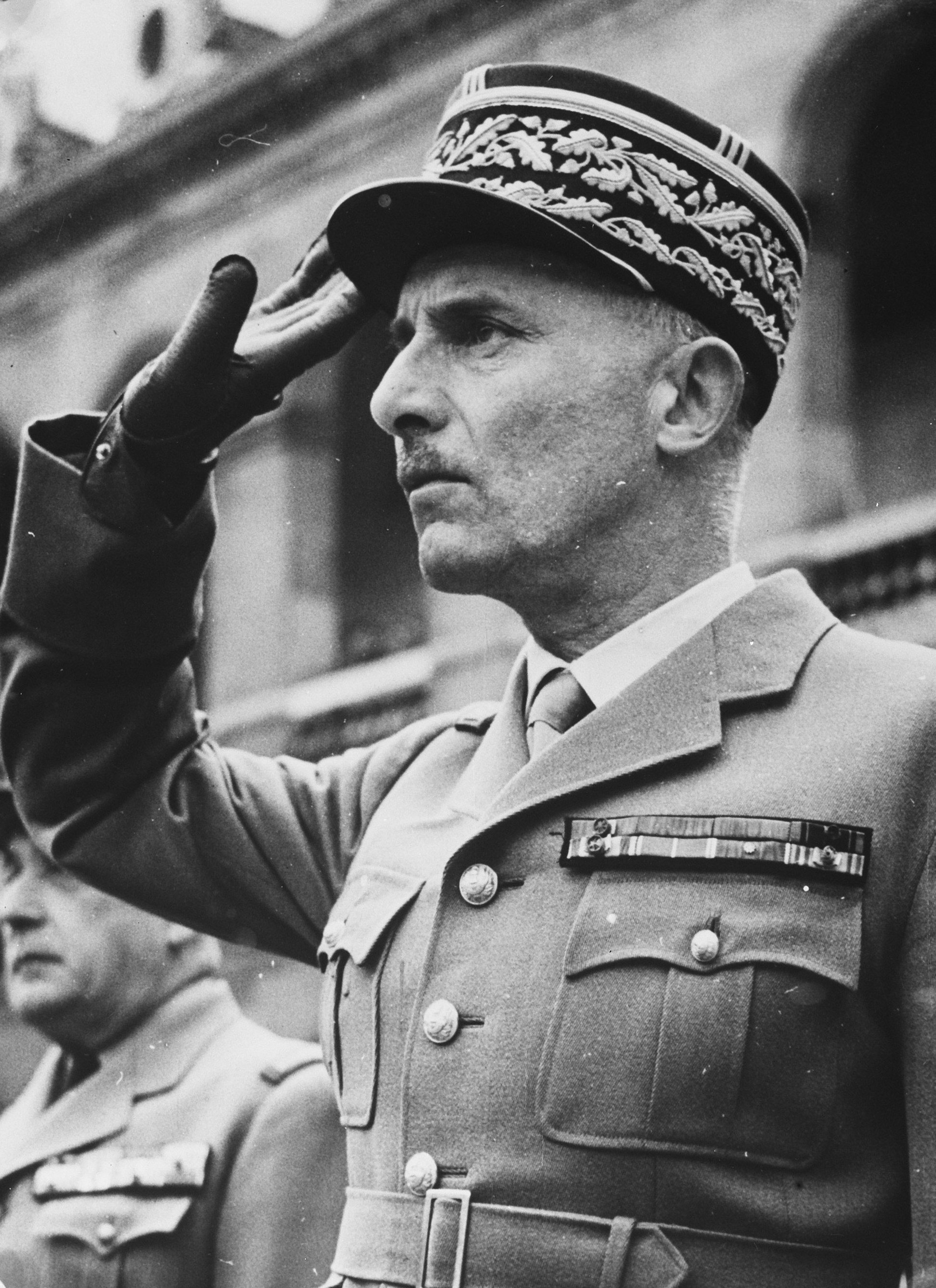
Gen. Henri Zeller, gubernator wojskowy Paryża w latach 1953–1957

- gen. Marie Pierre Kœnig: 1944–1945
- gen. Paul Legentilhomme: 1945–1947
- gen. René Chouteau: 1947–1953
- gen. Henri Zeller: 1953–1957
- gen. Louis-Constant Morlière: 1957–1958
- gen. Pierre Garbay: 1958–1959
- gen. Raoul Salan: 1959–1960
- gen. Maurice Gazin: 1960
- gen. André Demetz: 1960–1962
- gen. Louis Dodelier: 1962–1965
- gen. Philippe de Camas: 1965–1968
- gen. André Meltz: 1968–1971
- gen. Bernard Usureau: 1971–1974
- gen. Philippe Clave: 1974–1975
- gen. Jean Favreau: 1975–1977
- gen. Jacques de Barry: 1977–1980
- gen. Jeannou Lacaze: 1980–1981
- gen. Roger Périer: 1981–1982
- gen. Alban Barthez: 1982–1984
- gen. Michel Fennebresque: 1984–1987
- gen. Hervé Navereau: 1987–1991
- gen. Daniel Valéry: 1991–1992
- gen. Michel Guignon: 1992–1996
- gen. Michel Billot: 1996–2000
- gen. Pierre Costedoat: 2000–2002
- gen. Marcel Valentin: 2002–2005
- gen. Xavier de Zuchowicz: 2005–2007
- gen. Bruno Dary: 2007–2012
- gen. Hervé Charpentier: 2012–2015
- gen. Bruno Le Ray: 2015–2020
- gen. Christophe Abad: 2020